# Décès en 1340
Décès
- 1336
- 1337
- 1338
- 1339
- 1340
- 1341
- 1342
- 1343
- 1344

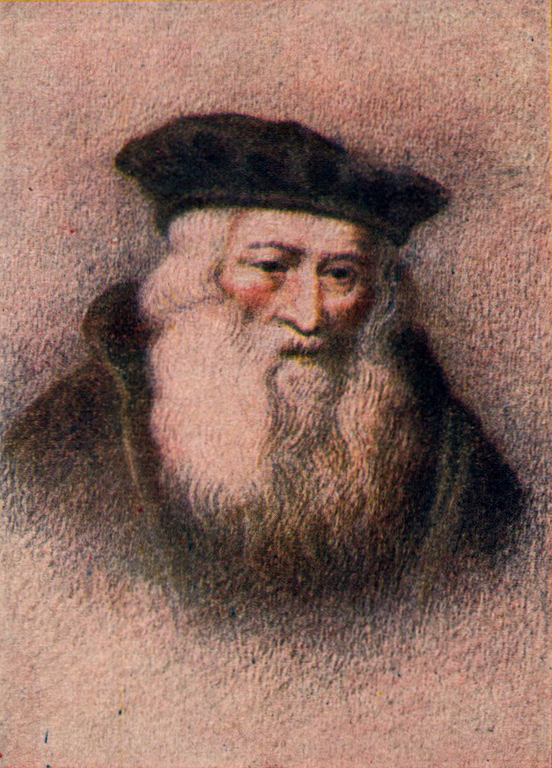
Yaakov ben Asher, mort en 1340.

Cette page dresse une liste de personnalités mortes au cours de l'année 1340 :
- 31 mars : Ivan Ier de Russie[1], prince de Moscou et prince de Vladimir.
- 1er avril : Gérard III de Holstein, comte de Holstein- Rendsbourg et Administrateur du royaume de Danemark.
- 6 avril : Basile Ier de Trébizonde, empereur de Trébizonde.
- 7 avril : Georges II, prince de Galicie-Volhynie.
- 8 mai : Jean d'Avaugour, évêque de Saint-Brieuc.
- 19 juin : Bonagrazia de Bergame, théologien franciscain italien.
- 24 juin: Hugues Quieret, noble français, chevalier, amiral puis amiral de France. Avant d'exercer dans la marine, il est conseiller, chambellan, maître d'hôtel du roi, puis sénéchal de Beaucaire et de Nîmes.
- 18 août : Matteo Orsini, cardinal italien.
- 16 septembre : Manfred IV de Saluces, marquis de Saluces.
- 20 septembre: Guillaume de Sure, primat des Gaules.
- 2 novembre : Niels Ebbesen, écuyer danois et héros national.
- 20 décembre : Jean Ier de Bavière, duc de Basse-Bavière de la Maison de Wittelsbach.

- Al-Mustakfi Ier, ou Abû ar-Rabî` Sulaymân al-Mustakfi bi-llâh, calife abbasside au Caire.
- Roger V Bacon, baron du Molay.
- Nicolas Béhuchet, ou Nicolas Beuchet de Musy de La Loupe d'Escrignolles, financier et un amiral français.
- Fulcieri da Calboli, noble italien.
- Guillaume de Jauche, dernier seigneur de Sedan.
- A'd od-Din Mahmoud Chabestari, poète ismaélien iranien.
- Joseph ibn Caspi, rabbin, philosophe, grammairien et exégète biblique provençal.
- Simone Paléologue, ou Simone Nemanjic, reine de Serbie.
- Shwetaungtet, troisième roi de Sagaing, dans le centre de la Birmanie (République de l'Union du Myanmar).
- Tarabya I, deuxième roi de Sagaing.
- Nitta Yoshisuke, ou Wakiya Yoshisuke, samouraï.

date incertaine (vers 1340)
- Neay Trasac Paem Chay, souverain de l’Empire khmer.
- Yaakov ben Asher, décisionnaire rabbinique et législateur juif.

## Crédit d'auteurs
- Cet article est partiellement ou en totalité issu de l'article intitulé « 1340 » (voir la liste des auteurs).